# Васильев, Александр Николаевич (политик)
Алекса́ндр Никола́евич Васи́льев (род. 30 марта 1982, Псков) — российский политик и общественный деятель. Лидер межрегионального общественного движения по развитию транспортной системы «Убитые дороги». Депутат Государственной думы шестого и седьмого созыва с 4 декабря 2011 года по настоящее время. Член фракции «Единая Россия». 12 июня 2013 года вошёл в Центральный штаб Общероссийского народного фронта. 21 декабря 2016 года вошёл в состав проектного комитета по основному направлению стратегического развития Российской Федерации «Безопасные и качественные дороги» при Президиуме Совета при Президенте Российской Федерации по стратегическому развитию и приоритетным проектам.

## Биография
Родился 30 марта 1982 года в Пскове. В 1999 году поступил в Псковский государственный политехнический институт на инженерно-строительный факультет. С 2003 года начал работать в научном отделе института. По окончании вуза остался работать в нём ведущим инженером до конца 2011 года. В 2008 году создал интернет-сообщество «Убитые дороги Пскова» в целях осуществления общественного контроля за качеством дорог. В 2011 году был избран депутатом Государственной думы шестого созыва. Член комитета Государственной думы по транспорту.

### Общественная деятельность
В 2008 году создал интернет-сообщество «Убитые дороги Пскова» с целью внедрения общественного контроля за ремонтом и содержанием дорог. Сообществом были организованы и проведены многочисленные акции в Пскове: «Я плачу налоги — где дороги?», «Марш пустых канистр по убитым дорогам», «День пешехода» , «Похороны псковских дорог».
25 августа 2011 года стартовал автопробег «Владивосток-Калининград», организованный движением «Убитые дороги Пскова». По результатам автопробега Министру транспорта РФ Игорю Левитину был передан отчет о состоянии дорожного покрытия, придорожной инфраструктуры и ценах на топливо.
В апреле 2014 года Президент РФ Владимир Путин во время «прямой линии» отметил эффективность работы движения «Убитые дороги Пскова» и призвал развернуть такую деятельность во всех регионах страны
Выступил руководителем дорожной экспедиции «Россия-2014», которая длилась с 12 июня по 9 августа 2014 года. Организатором выступил Общероссийский народный фронт, главная задача — оценить усилия регионов по исполнению «майских указов» Владимира Путина. Особо внимание уделялось состоянию дорог. На всем маршруте автопробега состояние дорог проверялось дорожным сканером, разработанным специалистами «Росатома».
22 декабря 2014 года на заседании Общественной палаты Псковской области Александр Васильев представил новый проект флага и герба Псковской области. В результате обсуждения Общественная палата решила внести проект на рассмотрение законодательного органа — Псковского областного Собрания депутатов в январе-феврале 2015 года.
В 2015 году возглавил Инспекцию «Оценим качество дорог!», организованную движением «Убитые дороги» и Общероссийским народным фронтом. В рамках проекта за пять месяцев было проверено более 1000 дорог, находящихся на гарантии, в 130-ти городах в 82-х субъектах РФ.
В феврале 2017 года был запущен проект «Дорожная инспекция ОНФ/Карта убитых дорог». Данный проект направлен на участие граждан в формировании дорожной политики в регионах и улучшении качества дорог.

### Политическая деятельность
В 2011 году как лидер организации вошёл в состав Общероссийского народного фронта и был включен в списки кандидатов в депутаты Государственной думы РФ VI созыва от партии «Единая Россия». 4 декабря 2011 года по квоте ОНФ в партийных списках партии «Единая Россия» был избран депутатом Государственной думы РФ 6 созыва.
В 2016 году был избран депутатом Государственной думы РФ 7 созыва.

## Законотворческая деятельность
С 2011 по 2019 год, в течение исполнения полномочий депутата Государственной Думы VI и VII созывов, выступил соавтором 23 законодательных инициатив и поправок к проектам федеральных законов.

## Инициативы
- В январе 2013 года внес в Госдуму законопроект о введении фиксированных гарантийных сроков при строительстве и эксплуатации автомобильных дорог[21].
- В июле 2013 года внес на рассмотрение Госдумы поправки в Федеральные законы, согласно которым федеральные органы госвласти, органы местного самоуправления, унитарные предприятия, ГК «Российские автомобильные дороги», которые являются заказчиками и исполнителями работ в сфере дорожного хозяйства, в обязательном порядке должны публиковать на своих официальных сайтах в интернете сведения о заключенных договорах по ремонту дорог с указанием стоимости и акты приемки дорожных работ[22].
- В ноябре 2013 года предложил разработать нормы, поощряющие вождение без нарушений ПДД[23]
- В начале 2014 года выступил с предложением ввести электронную очередь и создать необходимую инфраструктуру на границе с Латвией и Эстонией в Псковской области[24]. Изменения в закон об обустройстве участков автомобильных дорог на подъездах к пунктам пропуска через Государственную границу Российской Федерации были внесены в Госдуму 10 февраля 2014 года[25].

1. В январе 2014 года направил запрос в ФАС по вопросу необоснованного повышения цен на железнодорожные и авиабилеты, в ведомстве усмотрели нарушения законодательства при ценообразовании билетов[26].

## Автомотоспорт
В качестве штурмана вместе с пилотом Сергеем Алексеевым стал чемпионом Северо-Западного федерального округа по ралли 2013 года в зачётной группе 1600Н, в октябре 2013 года они выиграли Renault Logan Cup. 23 января 2014 года присвоен спортивный разряд кандидата в мастера спорта по автомобильному спорту.
13 марта 2018 года стал членом псковского мотоклуба «Позитивная механика».

## Награды
- Медаль ордена «За заслуги перед Отечеством»II степени (11 октября 2018 года) — за большой вклад в укрепление российской государственности, развитие парламентаризма и активную законотворческую деятельность.[31]